# Le Jardin des délices (film, 1967)
Pour les articles homonymes, voir Le Jardin des délices (homonymie).
Pour plus de détails, voir Fiche technique et Distribution.
Le Jardin des délices (Il giardino delle delizie) est un film italien réalisé par Silvano Agosti, sorti en 1967.

## Synopsis
La nuit de noces de Carlo qui se retrouve hanté par ses souvenirs et va voir son mariage transformé en cauchemar.

## Fiche technique
Sauf indication contraire, les informations mentionnées dans cette section peuvent être confirmées par la base de données cinématographiques IMDb,  présente dans la section « Liens externes ».
- Titre français : Le Jardin des délices[1]
- Titre original : Il giardino delle delizie[2]
- Réalisation : Silvano Agosti
- Scénario : Silvano Agosti
- Directeur de la photographie : Aldo Scavarda
- Montage : Silvano Agosti
- Décors : Antonio Visone (it)
- Costumes : Gisella Longo
- Musique : Ennio Morricone (dirigé par Bruno Nicolai)
- Producteur : Enzo Doria
- Société de production : Doria Cinematografica
- Pays de production :  Italie
- Langue originale : italien
- Format : Noir et blanc - 1,66:1 - Son mono - 35 mm
- Genre : Drame érotique[1]
- Durée : 87 minutes (1 h 27[2])
- Date de sortie : 
  - Italie : juin 1967 (festival du film de Pesaro) ; 29 novembre 1967 (sortie nationale)
  - France : fin 1967[1]
- Classification :
  - Italie : Interdit aux moins de 18 ans[2]

## Distribution
- Maurice Ronet : Carlo
- Ida Galli : Carla
- Lea Massari : La jeune femme brune, compagne de Carlo
- Franco Bertoni : Carlo enfant
- Vanna De Rosas : Une petite fille
- Ruggero Miti (it)
- Piero Carpani
- Sandro Gamba
- Vittorio Trainini
- Leida Cazzuli
- Franco Dora
- Giovanni Bertulli
- Ernesto Pintori
- Sandro Damiani
- Sebastiano Cutuli

## Production
Œuvre assez méconnue du cinéma italien des années 1960, il a été lourdement censuré à sa sortie italienne.